# Yves-Marie Thomas
Yves Marie Thomas, né le 6 janvier 1854 à Paimpol (Côtes-du-Nord) et mort le 25 décembre 1935 à Saint-Brieuc (Côtes-du-Nord), est un homme politique français.
Négociant en grains, il devient par la suite armateur à Plérin, à la tête d'une flottille de pêche. Membre de la chambre de commerce dès 1899, il en est président de 1920 à 1930. Il est également juge au tribunal de commerce. Conseiller municipal de Plérin en 1892, il est adjoint au maire de 1906 à 1912. Il est député des Côtes-du-Nord de 1921 à 1924. Il s'intéresse surtout aux questions maritimes.

## Distinction
- Chevalier de la Légion d'honneur (5 février 1929)[1]

## Détail des mandats et fonctions

### À l’Assemblée nationale
- 1er mai 1921 - 31 mai 1924: Député des Côtes-du-Nord

### Au niveau local
- 1906 - 1912: Premier adjoint au maire de Plérin
- 1er mai 1892 - 26 aout 1906: Conseiller municipale de  Plérin

## Sources
- « Yves-Marie Thomas », dans le Dictionnaire des parlementaires français (1889-1940), sous la direction de Jean Jolly, PUF, 1960 [détail de l’édition]